# تاريخ منشوريا

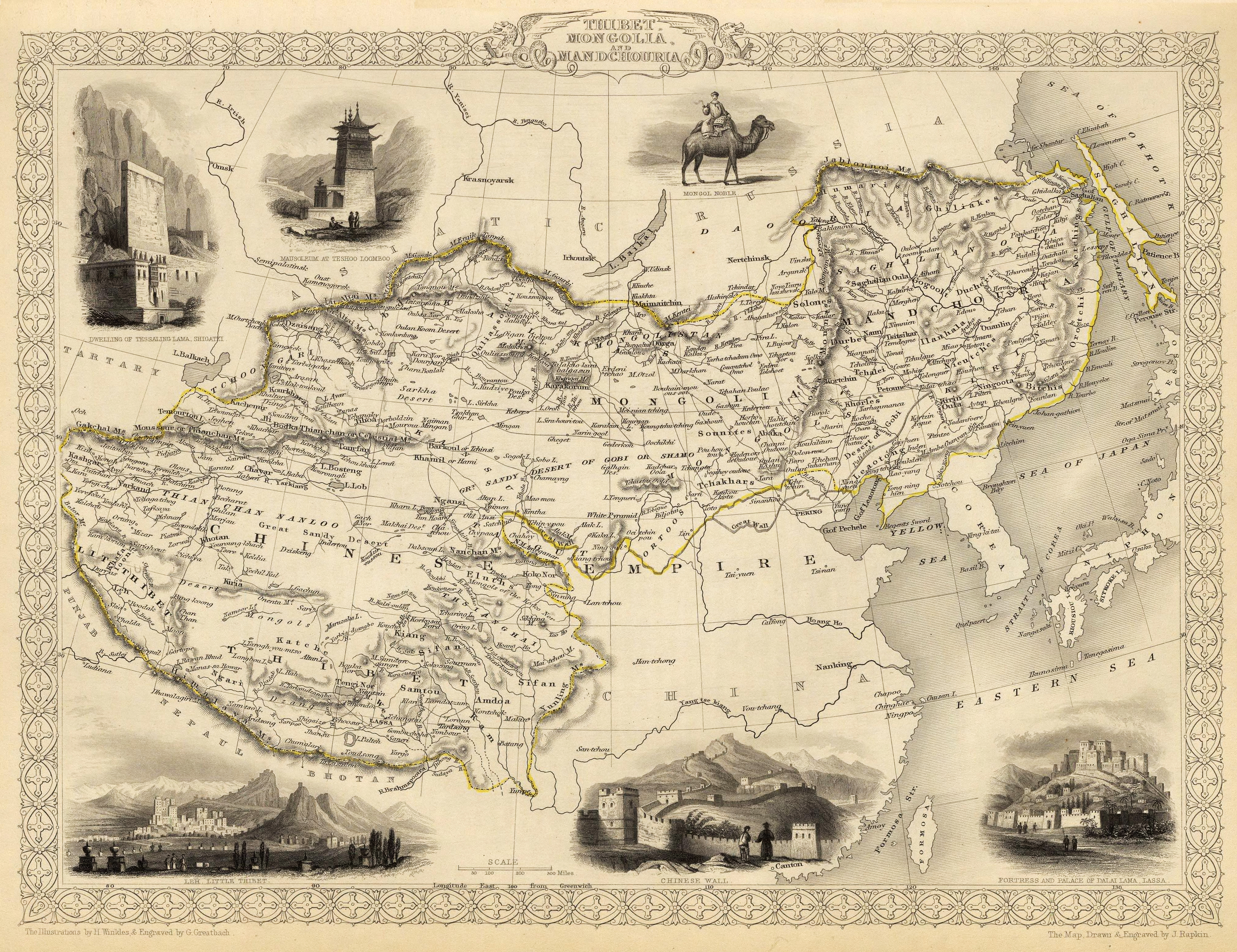

تقع منطقة منشوريا في شرق آسيا، وكان اسم منشوريا يُستخدم للتعبير عن منطقة تقع بالكامل داخل الصين، أما اليوم فيشير لمنطقة أكبر مُقسمة بين شمال شرق الصين وأقصى شرق روسيا، وللتمييز بين الجزأين يُسمى الجزء الروسي منشوريا الخارجية، والجزء الصيني منشوريا الداخلية. منشوريا هي وطن شعب المانشو الذي كان يُعرف بشعب أرض التنين من قبل ملوك آيشن جيورو الذين كانوا آخر عائلة تحكم مملكة جن الصينية. عُرف سكان منشوريا باسم شعب الجورشن ابتداءً من عام 1636 والذين كانوا جزءًا من شعوب التونغوسيك التي استولت على السلطة في الصين في القرن السابع عشر مؤسسةً سلالة تشينغ التي استمرت في الحكم حتى عام 1912. ازداد عدد سكان منشوريا من نحو مليون نسمة في عام 1750 إلى 5 ملايين نسمة في عام 1850 و14 مليون في عام 1900، وربما يعود ذلك بشكل أساسي إلى هجرة المزارعين الصينيين إلى منشوريا.
تقع منشوريا في منطقة تقاطع النفوذ الصيني والياباني والروسي، ولذلك كانت مسرحًا للصراع منذ أواخر القرن التاسع عشر. فرضت الإمبراطورية الروسية سيطرتها على الجزء الشمالي من منشوريا في عام 1860 وفقًا لمعاهدة بكين، وبنت سكة حديدية لتعزيز سيطرتها هناك. أدت الخلافات حول منشوريا وكوريا إلى الحرب الروسية اليابانية (1904-1905). غزا اليابانيون منشوريا في عام 1931، وأقاموا دولة مانشوكو التابعة لهم، والتي أصبحت قاعدةً لإمبراطورية اليابان الناشئة. أدى الغزو السوفيتي لمنشوريا في عام 1945 إلى انهيار الحكم الياباني بشكلٍ سريع. أصبحت منشوريا قاعدة لعمليات جيش التحرير الشعبي بقيادة ماو تسي تونغ في الحرب الأهلية الصينية، ما أدى في النهاية لإنشاء جمهورية الصين الشعبية. أما في الحرب الكورية، استخدمت القوات الصينية منشوريا كقاعدة لمساعدة كوريا الشمالية ضد قوات الأمم المتحدة بقيادة الولايات المتحدة. أصبحت منشوريا موضع خلاف وتنافس خلال الحرب الباردة، خصوصًا خلال النزاع الحدودي الصيني السوفياتي في عام 1969، ولم ينتهِ هذا النزاع إلا في عام 2004.

## منشوريا تحت حكم المغول وسلالة يوان
حشد جنكيز خان قواته لغزو مملكة جين الصينية في عام 1211 بعد أن غزا مملكة شيا الغربية. أمر جنكيز خان قائده جبه نويان وشقيقه قاصار بمهاجمة مدن الجورشن في منشوريا، ونجحوا في تدمير حصون الجين هناك. أعلن الخيتانيون بقيادة يلو ليوغ ولاءهم لجنكيز خان وأسسوا دولة مستقلة شكليًا في منشوريا في عام 1213. أرسلت مملكة جين قواتها لمعاقبة المنشوريين، فعاد جبه نويان وطرد قوات جين من منشوريا.
تمرَّد جنرال الجين بوكس يان وانو في منشوريا ضد مملكة جين، وأسس مملكة شيا الشرقية في دونغ جينغ (لياويانغ) في عام 1215، وتلقب بتيانوانغ (الملك السماوي)، وتحالف مع المغول من أجل تأمين منصبه، لكنه ثار في عام 1222 على الحكم المغولي وهرب إلى إحدى الجزر بينما كان الجيش المغولي يغزو لياوكسي ولياودونغ وخورازم. رفض الخيتانيون حكم يلو ليوغ الموالي للمغول بعد صراعات داخلية بينهم، وثاروا ضد حكم الإمبراطورية المغولية، لكنهم وخوفًا من الانتقام المغولي فروا إلى مملكة كوريو، وهُزموا هناك على يد تحالف كوري مغولي. منح جنكيز خان (1206-1227) إخوته وقادته الصينيين أملاكًا وأراضٍ في منشوريا. سحق جيوك خان بن أوقطاي خان مملكة شيا الشرقية في عام 1233، ما أدى إلى استقرار الأوضاع في جنوب منشوريا، وأخضع أوقطاي خان في وقت لاحق (بعد عام 1234) شعوب التونغوسيك في الجزء الشمالي من منشوريا وفرض عليهم ضرائب سنوية من الجواري والصقور والفراء. قمع المغول تمرد التونغوسيك في عام 1237. استخدم المغول العربات التي تجرها الكلاب في منشوريا وسيبيريا، وسيطرت قراقورم عاصمة المغول على منشوريا بشكل مباشر حتى ستينيات القرن الثالث عشر.
كانت منشوريا خلال عهد أسرة يوان (1271-1368) تخضع لحكم مقاطعة لياويانغ. وكان الإمبراطور المغولي قوبلاي خان مؤسسَ مملكة يوان في عام 1271. حكم أحفاد إخوة جنكيز خان مثل بلغوتي وقاسار منشوريا باسم الإمبراطورية المغولية. اعتمدت القوات المغولية في منشوريا على المدفعية والتقنيات العسكرية الجديدة، ويعد مدفع هيلونغجيانغ اليدوي الذي عُثر عليه في منشوريا أقدم سلاح ناري معروف في العالم إذ يعود تاريخه إلى عام 1288. ظلت عشائر الجورشن في منشوريا مواليةً لطوغان تيمور آخر أباطرة يوان حتى بعد طرد المغول من الصين، وفي عام 1375 غزا ناغاشو - وهو أحد قادة المغول من سلالة يوان - لياويانغ بهدف إعادة المغول إلى السلطة، وعلى الرغم من نجاحه في السيطرة على جنوب منشوريا لكنه استسلم في نهاية المطاف لمملكة مينغ الصينية في عام 1387. قررت مملكة مينغ التهدئة مع قبائل الجورشن بهدف حماية حدودها الشمالية من أجل التعامل مع بقايا إمبراطورية يوان، ولم تسيطر مملكة يونغ على منشوريا بشكلٍ كامل إلا في عهد الإمبراطور يونغلي (1402-1424).

## منشوريا خلال عهد أسرة مينغ
سيطرت أسرة مينغ على لياونينغ في عام 1371، بعد ثلاث سنوات فقط من طرد المغول من بكين. بذل إمبراطور المينغ يونغلي جهودًا كبيرًا في أوائل القرن الخامس عشر لتوسيع السيطرة الصينية في جميع أنحاء منشوريا، فبنى أساطيل الأنهار العظيمة في مدينة جيلين، وأبحرت قواته عدة مرات بين أعوام 1409 و1432، حتى رضخ زعماء القبائل في النهاية لحكام المينغ.
تغيرت سياسة المينغ في جنوب منشوريا (لياونينغ) بعد وفاة الإمبراطور يونغلي بفترة وجيزة، فبدؤوا ببناء سور دفاعي في عام 1442 للدفاع عن الحدود الشمالية الغربية للياونينغ ضد أي تهديد محتمل من المغول، ثم وسَّعوا السور في الفترة (1467-1468) لحماية الحدود الشمالية الشرقية، وعلى الرغم من شبهه بسور الصين العظيم إلا أن سور لياودونغ كان أبسط بكثير، ورغم استخدام الحجارة والطين لبناء بعض الأجزاء فقد كان معظم السور عبارة عن سد ترابي مع خنادق على كلا الجانبين. انتشر التأثير الثقافي والديني الصيني بشكلٍ كبير بين سكان منشوريا الأصليين في تلك الفترة.
عمل نورهس (1558-1626) زعيم جيانتشو جورشينز على توحيد قبائل الجورشن شمال شرق سور لياودونغ. سيطر الجورشن (الذين سيطلق عليهم لاحقًا شعب المانشو) على معظم منشوريا، وأعلن نورهس نفسه خانًا في عام 1616 وأسس سلالة جين التي أعاد خلفاؤه تسميتها في عام 1636 إلى سلالة تشينغ.

## منشوريا خلال عهد أسرة تشينغ
بعد أن وحَّد نورهس شعب الجورشن، وسَّع ابنه هونغ تاي تشي حدود دولته في منشوريا الخارجية، فغزا شعب حوض نهر أمور في عام 1640. استولى شعب المانشو على بكين في عام 1644، وأطاحوا بسلالة مينغ، وأسسوا أسرة تشينغ التي حكمت الصين في الفترة (1644-1912). حكم المانشو الصين كلها، لكنهم عاملوا وطنهم منشوريا بشكل خاص وأعطوها ما يشبه الحكم الذاتي. عُرفت منشوريا خلال عهد أسرة تشينغ باسم المقاطعات الشرقية الثلاث، لكنها لم تُقسم بشكل فعلي إلى ثلاث مقاطعات إلا على يد آخر حكومة في عهد تشينغ في عام 1907. حاول الحكام المانشو منع الهجرة واسعة النطاق للصينيين الهان إلى منشوريا لكنهم فشلوا، فتطور نظام زراعي واجتماعي في الأجزاء الجنوبية من منشوريا مماثل لذلك القائم في شمال الصين. ازداد عدد سكان منشوريا من نحو مليون نسمة في عام 1750 إلى 5 ملايين في عام 1850 و14 مليون في عام 1900، ويرجع ذلك بشكل رئيسي إلى هجرة المزارعين الصينيين إليها. أصبح المانشو أقليةً في وطنهم على الرغم من احتفاظهم بالسيطرة السياسية حتى عام 1900. فُصلت منشوريا عن الصين عن طريق خندق مائي كبير كان يهدف إلى تقييد هجرة الصينيين الهان إلى منشوريا خلال حكم سلالة تشينغ، ورغم ذلك، شهد حكم سلالة تشينغ زيادة هائلة في أعداد الهان الصينيين الذين استوطنوا في مناطق المانشو، وقد يعود ذلك لأن مالكي الأراضي في مانشو كانوا بحاجة إلى الفلاحين الهان لاستصلاح أراضيهم وزراعة الحبوب، ولذلك لم يطرد معظم المهاجرين الهان من هذه المنطقة. خلال القرن الثامن عشر وحده زرع الفلاحون الهان 500000 هكتار من أراضي القطاع الخاص في منشوريا و203,583 هكتار من أراضي القطاع العام، وكان الهان الصينيون يشكلون نحو 80% من مجمل سكان منشوريا في هذه الفترة، وقد وُطِّن المزارعون الهان القادمون من شمال الصين في المنطقة الممتدة على طول نهر لياو من أجل استصلاح أراضي هذه المنطقة وزراعتها.